# Black Spirit (album)
Black Spirit è l'unico album del gruppo musicale italiano Black Spirit, pubblicato nel 1978.

## Disco
Il disco venne originariamente pubblicato in Germania nel 1978, ma non riscosse successo di vendite.
Vi furono successivamente due ristampe in LP e CD.

## Tracce
1. Crazy Times - 8:19
2. Punk Rock'n Roll - 6:30
3. Nicolino - 7:32
4. Who Are You? - 2:39
5. Old Times - 12:14

## Formazione
- Salvatore Curto (voce, tastiere)
- Giovanni Granato - (chitarra, basso elettrico)
- Gianni Piras - (batteria)
- Nicola Ceravolo Chitarra